# Apple ProFile

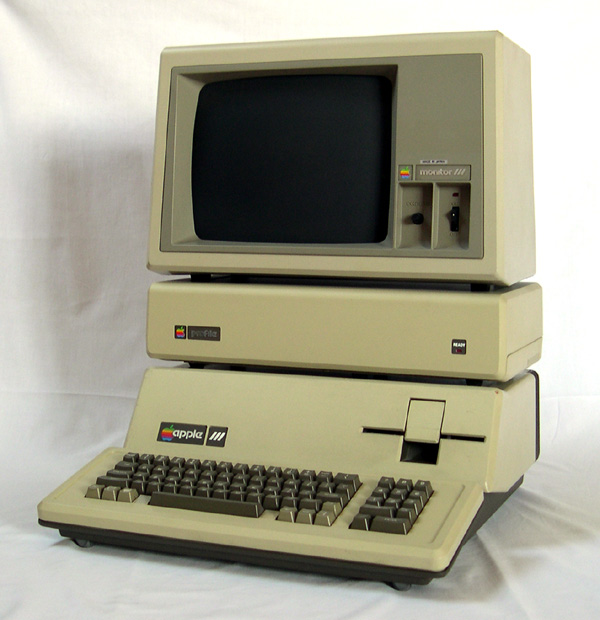
Un ProFile installato su un Apple III

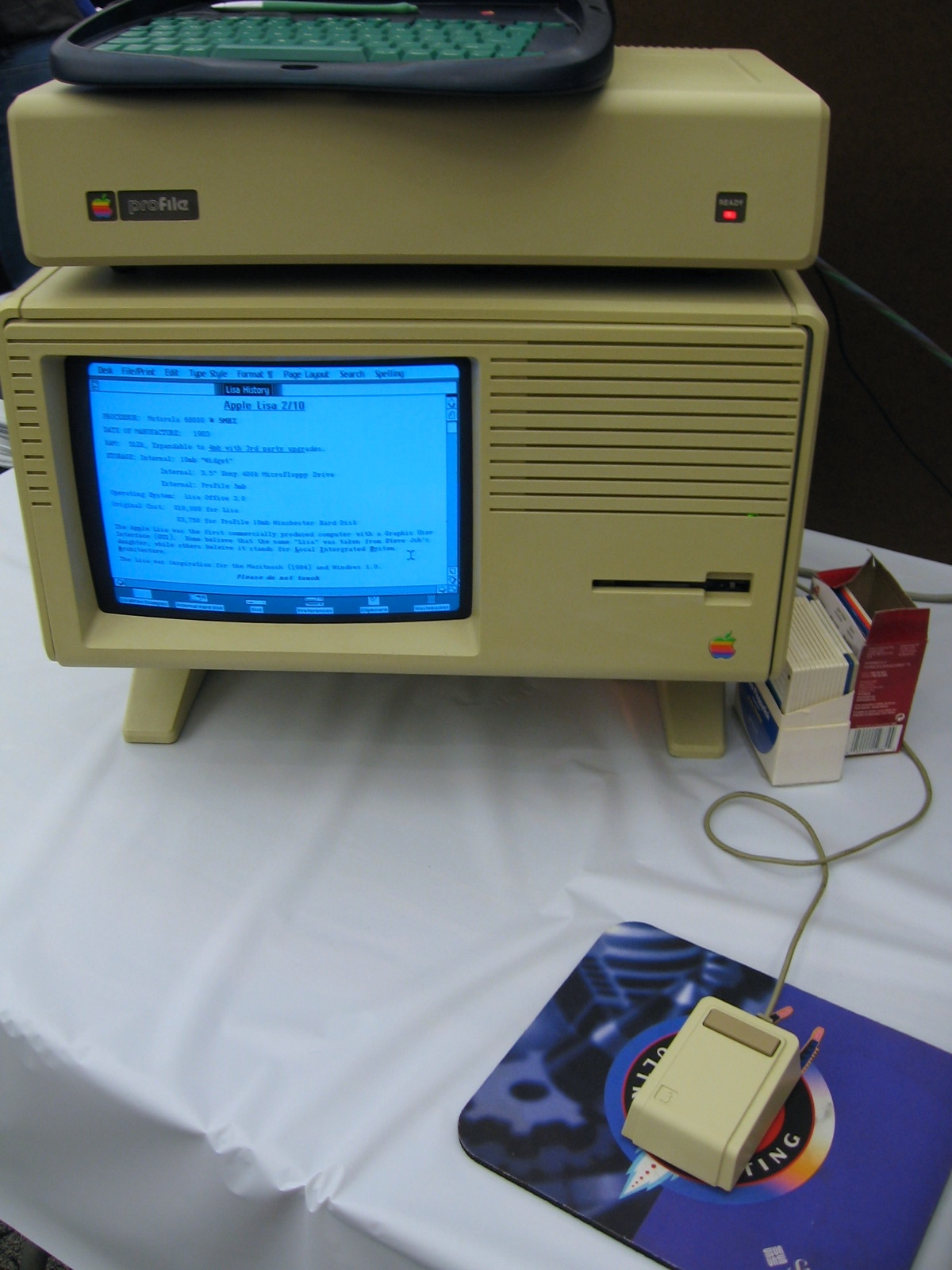
Un Apple Lisa con il ProFile

Il ProFile è stato il primo disco rigido commercializzato da Apple. È stato messo in vendita nel mese di settembre del 1981 come unità di archiviazione per il personal computer Apple III al costo iniziale di 3 500 dollari.

## Storia
Apple aveva prodotto l'Apple III nel 1980 come personal computer professionale. Era un computer previsto per un utilizzo in ambito lavorativo, dove generalmente si richiede una ampia capacità di archiviazione per gestire la mole di dati che un'azienda deve conservare. I floppy disk dell'epoca non erano molto capienti ed erano anche lenti. Se poi l'utente aveva un solo lettore di floppy, era costretto ad effettuare il cambio dei dischi nel caso frequente di utilizzo di un disco per il programma e di uno per i dati. Per soddisfare le crescenti richieste di una unità con un ampio spazio di archiviazione e una elevata velocità di accesso, Apple commercializzò nel 1981 il suo primo disco rigido, il ProFile.

## Caratteristiche tecniche
Il ProFile è stato offerto inizialmente nella versione a 5 MB di capacità (modello A9M0005) e successivamente anche nella versione a 10 MB (A9M0100). Internamente è basato su un Seagate ST-506 (nei modelli a 10 MB è presente il Seagate ST-412) mentre l'elettronica di controllo è sviluppata da Apple. Il Seagate offre 4 dischi con 152 tracce per disco (306 nel modello da 10 MB): ogni traccia contiene 16 settori da 512 byte l'uno. La velocità di rotazione è di 3.600 giri/minuto ed il tempo di accesso è di 180 ms (85 per il modello da 10 MB).
L'elettronica di bordo esegue un controllo dell'integrità dei dati ad ogni avvio: se trova dei blocchi danneggiati, li marchia come non utilizzabili e li sostituisce con dei "blocchi di ricambio" (spare block). L'unità possiede solo 32 di questi speciali blocchi di ricambio, terminati i quali genera l'errore di "disco pieno".
Per collegarlo all'Apple III il ProFile necessita di una speciale scheda denominata ProFile Interface Card da inserire in una porta di espansione interna. Nel 1983 è stata realizzata una ProFile Interface Card anche per l'Apple II. L'Apple Lisa, uscito anch'esso nel 1983, può utilizzare il ProFile direttamente dato che la scheda di interfacciamento è già montata di serie all'interno del computer. Il Macintosh XL è l'unico computer della linea Macintosh che può utilizzare il ProFile.